# TheFutureEmbrace
TheFutureEmbrace es el primer álbum en solitario de Billy Corgan, exintegrante de Zwan y actual integrante de The Smashing Pumpkins. Fue lanzado el 21 de junio de 2005. 
En el 2018, Corgan lanzó 
su segundo álbum en solitario llamado Ogilala
TheFutureEmbrace contó con la colaboración del vocalista de The Cure, Robert Smith, en la versión de la canción de Bee Gees: "toLOVEsomebody". La canción "DIA" contó con la colaboración del baterista Jimmy Chamberlin y Emilie Autumn.
Para la gira promocional del álbum, Billy Corgan tocó con Matt Walker, Brian Liesegang y Linda Strawberry.

## Lista de canciones
1. "All Things Change" – 3:59
2. "Mina Loy (M.O.H.)" – 3:53
3. "The CameraEye" – 3:04
4. "toLOVEsomebody" – 4:00 
  - Con la colaboración de Robert Smith
5. "A100" – 4:23
6. "DIA" – 4:20 
  - Con la colaboración de Jimmy Chamberlin y Emilie Autumn
7. "Now (And Then)" – 4:43
8. "I'm Ready" – 3:44
9. "Walking Shade" – 3:14
10. "Sorrows (In Blue)" – 2:48
11. "Pretty, Pretty Star" – 3:46
12. "Strayz" – 3:31

Las personas que ordenaron previamente el álbum en iTunes Music Store recibieron de regalo una canción adicional, proveniente de las sesiones de grabación del álbum: "Tilt". Esta canción fue incluida en una compilación exclusiva de la cadena de grandes almacenes Target: Red Room Vol. 4.